# 吉姆·班克斯
詹姆斯·爱德华·班克斯（英語：James Edward Banks，1979年7月16日—）是美国政治人物，自2025年起担任印第安纳州联邦参议员。他是共和党人，曾于2017年至2025年担任印第安纳州第三国会选区联邦众议员，并于2010年至2016年担任印第安纳州参议员。
班克斯毕业于印第安纳大学布卢明顿分校，在2010年当选州参议员之前，他曾担任惠特利县议会议员。他于任职期间加入了美国海军，并获派阿富汗。班克斯于2016年当选联邦众议院议员。他于2018年、2020年和2022年三度连任。他于2021年投票反对认证2020年总统选举结果。在现任联邦参议员迈克·布劳恩拒绝竞选连任后，班克斯宣布他将参加2024年的选举以求接替其位。他在没有对手的情况下赢得共和党提名后，于大选中击败了民主党候选人瓦莱丽·麦克雷。

## 早年
班克斯于1979年7月16日出生于印第安纳州哥伦比亚。他于2004年毕业于印第安纳大学伯明顿分校并获得政治学文学士学位，后来又获得格雷斯神学院的工商管理硕士学位。班克斯在担任民选公职之前，曾在印第安纳州韋恩堡从事房地产和建筑行业。他在美国海军预备役部队担任补给部队军官。2014年至2015年间，他向印第安纳州参议院请假前往阿富汗服役。
2008年至2010年，班克斯在惠特利县议会的不分区选区担任议员。他在初选中击败了现任县议员斯科特·达利。他在县议会的继任者是保拉·雷默斯。班克斯于2007年至2011年担任惠特利县共和党主席，这一职位的接任者是马特·博伊德。在美国立法交流委员会的协助下，班克斯支持印第安纳州的劳动权益立法。他于2014年获选“40岁以下十大保守派人士”之一，并在保守政治行動會議上发表了演讲。
2010年，班克斯当选州参议院第17选区议员。由于被派往阿富汗执行军事任务，他于2014年9月向参议院请假。根据印第安纳州的法律规定，该州和地方公职人员可以在服现役军队期间请假，因此在2015年的立法会议期间，班克斯的职务由他的妻子阿曼达·班克斯代替。他于2015年4月14日从海外返回印第安纳州，并于5月8日复职。

## 联邦众议员

### 选举

#### 2016年选举

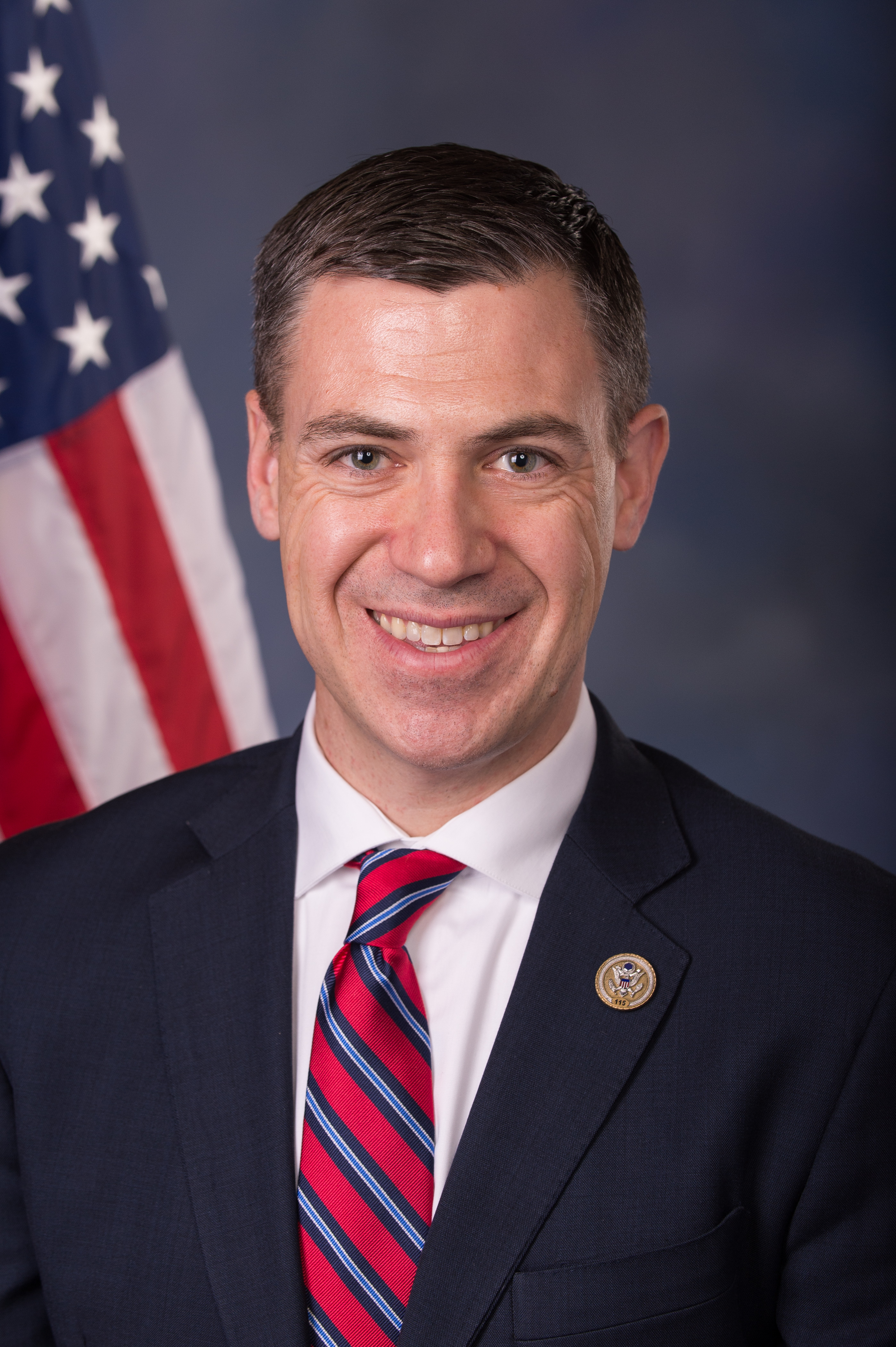
第115届国会期间的吉姆·班克斯

2015年5月12日，班克斯宣布竞选国会议员。现任议员馬林·斯圖茨曼宣布不再竞选连任，而是争取共和党提名以求接替即将退休的印第安纳州联邦参议员丹·科茨。增长俱乐部背书班克斯。
班克斯在初选中以34%的得票率击败了五名对手。其竞选活动花费超过200万美元，而他在初选前筹集了85万美元。获得第二名的候选人是商人基普·汤姆，他筹集了95万美元，其中包括他从个人资金中调来的15万美元。

#### 2018年选举
班克斯于2018年再次当选，他在共和党初选中未遇对手，并在大选中以64.7%的得票率击败民主党候选人考特尼·特里奇。

#### 2020年选举
班克斯于2020年第三次当选，在共和党初选中以67.8%的得票率击败医生克里斯·马杰拉，并在大选中击败民主党候选人奇普·科尔迪龙。

### 任期

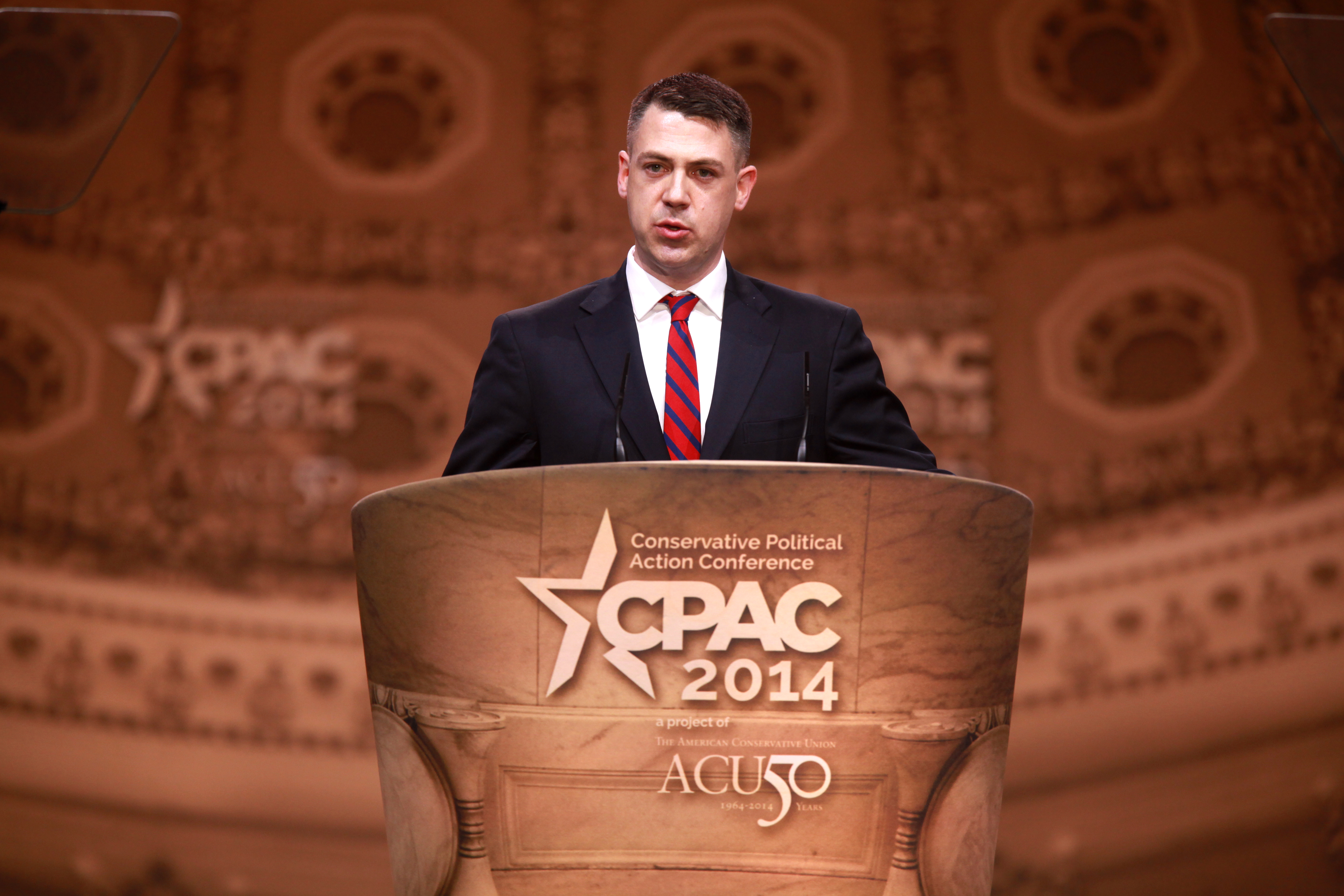
班克斯在2014年CPAC上发表讲话。

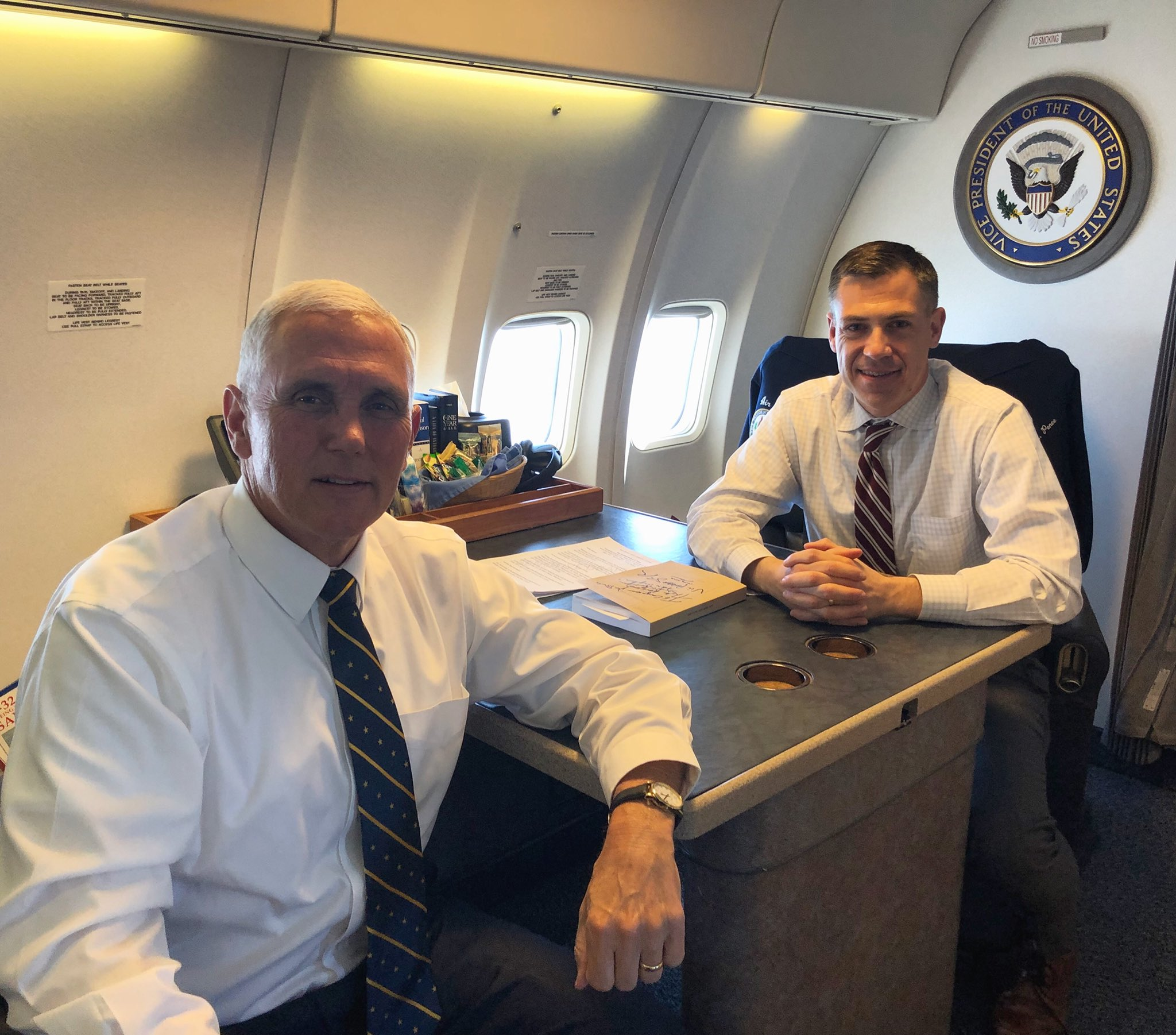
2018年班克斯与副总统迈克·彭斯

2017年12月，班克斯与众议员罗恩·德桑蒂斯、斯科特·佩里以及羅伯特·皮廷格共同签署了一封致国务卿雷克斯·蒂勒森的信，要求蒂勒森公布与卡塔尔的一份机密反恐协议。
2020年1月，班克斯表示众议员伊尔汗·奥马尔就她患有创伤后应激障碍经历发表的言论“冒犯了我们国家的退伍军人”，此举遭到强烈反对。奥马尔小时候为了逃离索马里内战，在肯尼亚难民营度过了四年。
在乔·拜登赢得2020年大选且唐纳德·特朗普拒绝承认败选并声称选举存在欺诈后，班克斯是126名签署法庭之友陈述书的共和党众议院议员之一，支持向美国最高法院提起对2020年总统大选结果提出质疑的诉讼。最高法院拒绝审理此案。班克斯后来对选举结果的认证提出反对。
2021年1月6日美国国会大厦袭击事件发生后，班克斯表示支持成立一个两党委员会调查骚乱，但后来他改变了主意。2021年7月21日，众议院议长南希·佩洛西否决了凯文·麦卡锡任命班克斯和吉姆·乔丹为1月6日特别委员会成员的决定，理由是两人都夸大了特朗普的虚假欺诈指控。班克斯随后声称佩洛西对1月6日的叛乱负有责任，并指她在利用该委员会掩盖她所扮演的角色。
2021年2月，班克斯和其他十几名共和党众议员以新冠疫情持续蔓延为由缺席投票并招募其他人代替他们投票。他和其他议员实际上是在参加与他们缺席同时举行的保守政治行动会议。作为回应，道德监督组织“问责运动”向众议院道德委员会提出申诉，并要求对班克斯和其他议员进行调查。
2021年10月，1月6日特别委员会副主席、众议员利兹·切尼透露，班克斯一直在向联邦机构发送信函声称自己是该委员会的首席成员，尽管他已被委员会拒绝。在2021年9月的一封信中，班克斯要求内政部向他提供该委员会发来的信息。他还写道：“佩洛西拒绝让我履行首席成员的职责”，并在信上署名“首席成员”，但他并未获得此任命。
此外根据2021年10月《商业内幕》的报道称，班克斯违反了2012年《停止利用国会知情交易法案》，这是一项联邦透明度和利益冲突法。班克斯因未能正确披露其出售价值高达45,000美元克罗格、羅布樂思和星巴克股票一事触犯该法律。
同样是在2021年10月，当变性人蕾切尔·莱文出任美国公共卫生服务军官团海军上将时，班克斯在其官方推特账户上写道：“第一位女性四星军官的头衔被一名男性夺走。” 由于推特当时禁止“针对性地对变性人进行性别错误描述或取死名”，班克斯的官方账户遭到了停用。
共和党在2022年中期选举中重新夺回众议院控制权后不久，班克斯竞选共和党党团中排名第三的多数党党鞭一职，不过他最终以106比115的微弱差距输给了汤姆·埃默。
2023年5月，班克斯与玛乔丽·泰勒·格林共同发起了一项决议，弹劾国土安全部长亚历杭德罗·马约卡斯。

### 所参加委员会
在第118届国会中，吉姆·班克斯参加了以下委员会：
- 美国众议院军事委员会
  - 军队人事小组委员会（主席）
  - 战略军力小组委员会
- 美国众议院教育和劳动力委员会
  - 卫生、就业、劳工和养老金小组委员会
  - 高等教育和劳动力发展小组委员会

## 政治立場

### 經濟
2017年12月，班克斯投票贊成了《2017年減稅與就業法案》。法案通過後，班克斯表示這是“美國夢未來的好時代”。班克斯認為，新的稅收法案將在促進投資，創造就業機會和持續的經濟增長的同時，提供中產階級稅收減免。這將導致全美工人的薪水增加，並增加美國的全球競爭力。

### 醫療
班克斯贊同替換歐巴馬醫保。

### 技術
班克斯支持允許互聯網公司向聯邦政府發布部分客戶信息。